# 이젤트발트
이젤트발트(Iseltwald)는 스위스 베른주 인터라켄-오버하슬리구에 위치한 베르너 오버란트의 브리엔츠호 남쪽 호숫가에 위치한 마을이다.

## 역사

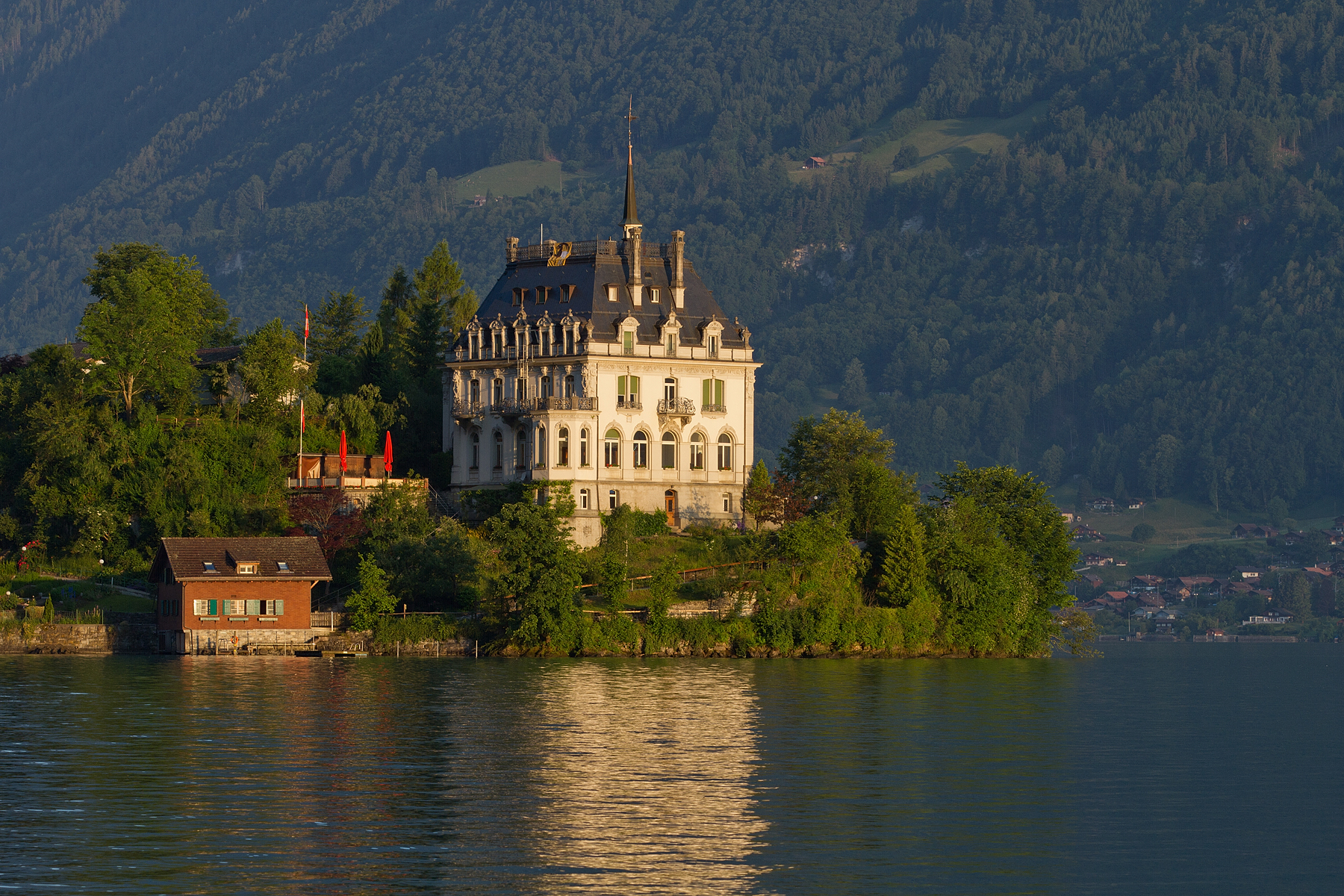
반도의 풍경과 옛 성(현재의 제부르크 재활센터).

이젤트발트가 ‘Iseltwalt’로 최초로 언급된 것은 1146년이다.
중세 시대에는 매튼 영주들을 위한 성이 마을 근처의 반도에 지어졌다. 1146년 콘라트 3세는 인터라켄 수도원에 마을의 1/4을 주었다. 그 후 몇 년 동안, 수도원은 마을에서 세력을 확장하려고 시도했다. 구스위스 연방이 합스부르크 가문으로부터 사실상 독립한 후에도, 이 수도원은 오스트리아 왕조의 강력한 지지자로 남아있었다. 수도원은 합스부르크의 야망을 지원하기 위해 운터발덴에 여러 차례 습격을 가했다. 1342년 운터발덴의 군대가 이젤트발트를 공격해 불태웠다. 몇 년 후인 1348년부터 1349년까지 이 마을은 수도원에 반기를 들었지만, 성공하지 못했다. 1528년 베른시는 종교개혁의 새로운 신앙을 받아들였고, 그것을 베른 오버란트에 강요하기 시작했다. 이젤트발트는 다른 많은 마을과 수도원에 합류하여 새로운 종교에 대항하는 반란을 일으켰으나 성공하지 못했다. 베른이 오베르란트에 대한 의지를 강요한 후, 그들은 수도원을 세속화하고, 모든 수도원 영지를 합병했다.
1948년 이후로 슈타익빌러에 있는 슈타익빌러-인터라켄 교구의 일부가 되었다.
전통적인 지역 경제는 브리엔츠 호수의 고기잡이에 의존했고, 계곡에서 농사를 짓고, 고산 목초지에서 고산 목축과 계절 농사를 지었다. 유리 공장이 1680년과 1696년 사이에 문을 열었고 1715년까지 운영되었다. 1871년부터 관광객들은 증기선을 타고 호수를 건너기 시작했다. 그러나 1988년까지 마을로 들어가는 큰 도로는 단 하나뿐이었다. 오늘날 지역 경제는 관광, 농업, 어업, 임업을 기반으로 한다.

## 지리

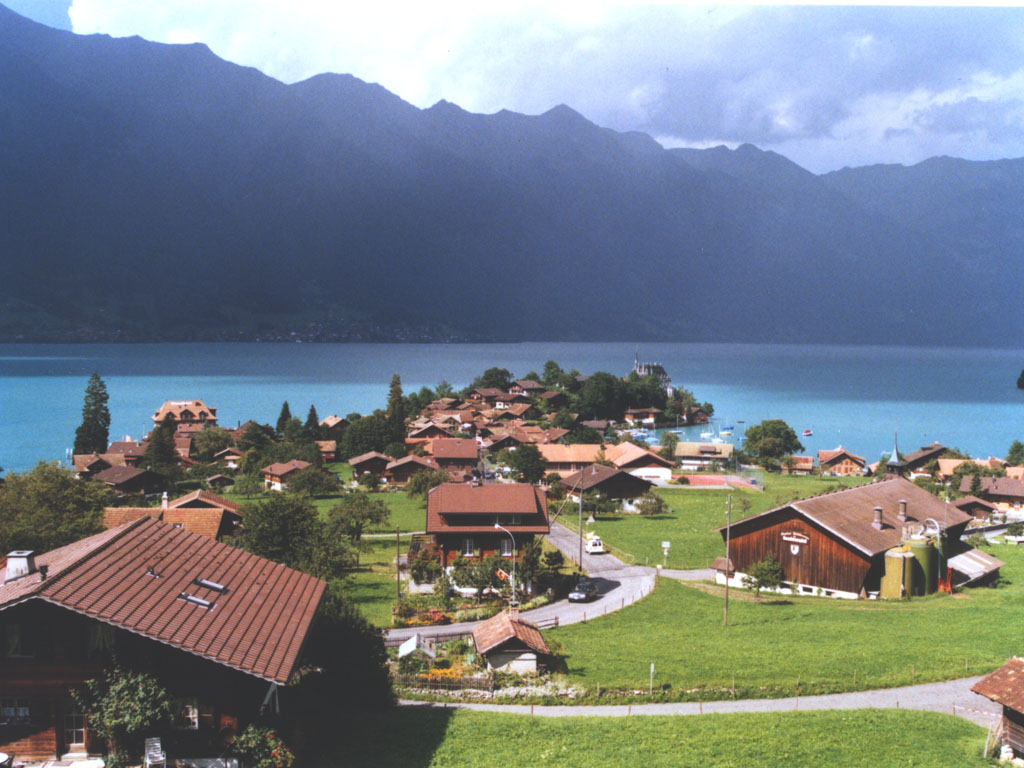
브리엔츠호의 이젤트발트

이젤트발트는 브리엔츠 호수의 남쪽 둑에 있는 삼각주에 위치해 있다. 인터라켄에서 14km 정도 떨어진 곳에 위치한다. 이젤트발트 마을 외에도 푸렌, 셍그, 이슐 마을과 더불어 흩어져 있는 많은 농가가 있다.
호수의 남쪽 호숫가를 따라 넓은 산허리를 포함하고 있으며, 그 중 낮은 지역은 삼림이 우거져 있다. 이 경사지는 해발 2,680m의 파울호른산 정상까지 뻗어 있다.
이젤트발트의 면적은 21.91km2이다. 전체 면적의 31.4%인 6.85km2가 농업용이며, 47.8%인 10.44km2가 산림용이다. 나머지 토지 중 0.51km2(2.3%)가 거주하며 0.08km2(0.4%)는 강이나 호수, 3.97km2(18.2%)는 비생산적인 토지이다.
마을 면적 중 주택과 건물이 1.0%, 교통 인프라가 1.1%를 차지했다. 전체 면적의 42.5%가 산림이고 3.2%는 과수원이나 작은 나무 군락으로 덮여 있다. 농경지의 4.6%는 목초지이고 26.7%는 고산 목초지로 사용된다. 마을의 모든 물은 흐르는 물이다. 비생산적인 지역 중 7.9%는 비생산적인 초목이고 10.3%는 초목이 자라기에는 너무 바위가 많다.
2009년 12월 31일 이전 행정구역이었던 암츠베지르크 인터라켄이 해체되었다. 2010년 1월 1일, 새로 창설된 베르발퉁스크레이스 인터라켄오베라슬리에 편입되었다.

## 관광
마을 전체가 스위스 문화재 목록으로 지정되어 있다.
이젤트발트는 융프라우를 여행하는 배낭여행객과 스키어들에게 인기 있는 목적지가 되어 왔다. 이 마을에는 숱한 배낭여행 호스텔과 숙박 및 아침식사를 제공하는 숙박업소가 있다.

## 교통
오랫동안 이젤트발트에 접근할 수 있는 유일한 길은 작은 지방도나 나룻배로 가는 길이었다. 1988년 A8 고속도로가 개통된 이래 마을은 분기점을 맞았다.
포스트버스 스위스 103번 버스는 인터라켄 서역과 인터라켄 동역을 1시간 간격으로 운행한다. 여름에는 BLS AG 선적 서비스도 제공되는데, 브리엔츠 호수에서 인터라켄 동역과 브리엔츠호 사이의 다양한 지점을 운행한다.